# Ochikobore Fruit Tart
Ochikobore Fruit Tart (おちこぼれフルーツタルト Ochikobore Furūtsu Taruto?) es un manga yonkoma escrito e ilustrado por Sō Hamayumiba, serializado en la revista Manga Time Kirara Carat desde junio de 2015. Ha sido recopilado en cinco volúmenes tankōbon. Una adaptación a serie de anime producida por Feel fue anunciada en marzo de 2019.

## Personajes
Ino Sakura (桜 衣乃 Sakura Ino?)
 Seiyū: Hiyori Nitta
Ino es de una personalidad energética. Tiene una condición médica, ya que cada vez que se pone nerviosa, siente la necesidad de utilizar el baño, especialmente antes de actuar en un escenario u otros eventos, anteriormente ocurría también en su infancia. Ama mucho a Roko Sekino, pues en su infancia la veía en la televisión realizando su programa de personaje de brócoli.
Roko Sekino (関野 ロコ Sekino Roko?)
 Seiyū: Risa Kubota
Roko es la más pequeña del grupo de idols de Frui Tart, debido a esto no le agradan que los demás sean más altas que ella. Es una exactriz de actuación infantil, su programa popular fue realizando el personaje de Broko en el programa de Brócoli. Ella le gustan los objetos suaves y esponjosos, como lo son el caso los pechos de Nina. 
Hayu Nukui (貫井 はゆ Nukui Hayu?)
 Seiyū: Haruka Shiraishi
Es la más normal del grupo de Fruit Tart, con una personalidad carismática y divertida. Sus gustos es la música de rock, con el sueño de tocar en un gran concierto con mucho público.
Nina Maehara (前原 仁菜 Maehara Nina?)
 Seiyū: Reina Kondō
Es una exmodelo, siendo la más alta, proclamándose tener una estatura de 1,70 metros del grupo de Fruit Tart, además de poseer unos grandes pechos que sobresalen a la vista de las demás, es bastante tímida con las demás personas. Se siente atraída por varios olores y fragancias, como consecuencia perdiendo la concentración de su alrededor.
Hemo Midori (緑 へも Midori Hemo?)
 Seiyū: Kyōka Moriya
Es extremadamente tímida y educada, ama y admira mucho a Ino Sakura, convirtiéndose en una acosadora. Sus ojos tienen unos corazones de color rosado. 
Hoho Kajino (梶野 穂歩 Kajino Hoho?)
Es la mánager del grupo Fruit Tart y de la Casa Ratón, sus gustos son las cervezas siendo una descuidada al beberlo, es codiciosa con el dinero, realizando varios tipos de estrategias para obtenerlo con el grupo Fruit Tart. 
Chiko Sekino (関野チコ Sekino Chiko?)
 Seiyū: Kaoru Sakura
Es la más popular del grupo Cream Anmitsu, suele burlarse de su hermana mayor del grupo Fruit Tart, Roko Sekino, ya que Roko es más pequeña en estatura y con poca cantidad de pechos, aun así, Chiko ama a su hermana mayor y no le gusta que otras personas se burlen de ella, tiene un comportamiento sobreprotector cambiando el rol a hermana mayor con Roko.
Nua Nakamachi (中町ぬあ Nakamachi Nua?)
 Seiyū: Yū Sasahara
Es miembro del grupo Cream Anmitsu, su hermana gemela es Rua Nakamachi, suele ser constantemente molestada por Rua, siendo humillada en muchas ocasiones al frente de las demás. Es fan de Roko Sekino, aunque lo niega ya que quiere tener un autógrafo de ella.
Rua Nakamachi (中町るあ Nakamachi Rua?)
 Seiyū: Tanaka Takako
Rua es vista a las demás personas con una personalidad alegre, divertida y amistosa, pero suele tener un comportamiento sádico con su hermana gemela, Nua. A Rua le gusta presenciar el sufrimiento de las demás personas. 
Riri Higashi (東りり Higashi Riri?)
 Seiyū: Rena Maeda
Es muy alegre y sonriente, es productora del grupo Cream Anmitsu, suele llevar cosplays, ya que le gustan que las demás personas la miren, es muy cercana a su amiga Hoho, también suele beber cervezas, llegado a un punto de perder el control. 
Tone Honmachi (本町利音 Honmachi Tone?)
 Seiyū: Yuiko Tatsumi
Es compañera de clase de Ino Sakura y Hayu Nukui. Le encantan las idols siendo sus grupos favoritos el Fruit Tart y Cream Anmitsu, admira mucho a Ino.
Oto Kogane (小金 乙 Kogane Oto?)
 Seiyū: Yui Horie

## Contenido de la obra

### Manga
El manga fue lanzado como one-shot en la revista Manga Time Kirara Carat de Hōbunsha en noviembre de 2014 y comenzó la serialización en la edición de julio de 2015.
| N.º | Fecha de lanzamiento     | ISBN original      |
| --- | ------------------------ | ------------------ |
| 1   | 27 de abril de 2016      | ISBN 9784832246904 |
| 2   | 27 de mayo de 2017       | ISBN 9784832248359 |
| 3   | 27 de junio de 2018      | ISBN 9784832249554 |
| 4   | 25 de octubre de 2019    | ISBN 9784832271302 |
| 5   | 25 de septiembre de 2020 | ISBN 9784832272064 |

### Anime
La adaptación al anime fue anunciada en la edición de mayo de la revista Manga Time Kirara Carat publicada el 28 de marzo de 2019. La serie será animada por Feel y dirigida por Keiichiro Kawaguchi, con guiones de Kawaguchi y Tatsuya Takahashi y diseño de personajes de Sumie Kinoshita. Su estreno estaba previsto para julio de 2020, pero se retrasó hasta octubre de 2020 debido a la pandemia de COVID-19. Hiyori Nitta, Risa Kubota, Haruka Shiraishi, Reina Kondō y Kyōka Moriya interpretaron el tema de apertura "Kibō Darake no Everyday!", así como el tema de cierre "Wonder!" como sus personajes. La serie se emitió del 12 de octubre al 28 de diciembre de 2020 en AT-X y otros canales. Funimation adquirió la serie y la transmitió en su sitio web en Norteamérica y las islas británicas, y en AnimeLab en Australia y Nueva Zelanda.